# Benedict Daswa
 (février 2015).
Si vous disposez d'ouvrages ou d'articles de référence ou si vous connaissez des sites web de qualité traitant du thème abordé ici, merci de compléter l'article en donnant les références utiles à sa vérifiabilité et en les liant à la section « Notes et références ».
Benedict ou Benoît Daswa (16 juin 1946 - 2 février 1990), était un enseignant et directeur d'école sud-africain. Il mourut en « martyr de la foi », tué par une foule déchaînée parce qu'il refusait de coopérer et de financer leurs rites animistes. Il est vénéré comme bienheureux et martyr par l'Église catholique.
Il est commémoré le 1er février selon le Martyrologe romain.

## Biographie
Bakali Daswa, de son nom de naissance, est né le 16 juin 1946 en Afrique du Sud, issu de la tribu Lemba. Il s'occupa des troupeaux de sa famille avant de pouvoir fréquenter l'école élémentaire. À la mort de son père, il dut interrompre ses études pour subvenir à la survie de sa famille.
Benoît fit la connaissance du catholicisme par un ami qu'il rencontra à Johannesburg. Après avoir mûri sa décision et après deux ans d'instruction, il reçut le baptême et prit le nom de Benoît.
Suivant sa conversion, il devint un membre actif au sein de sa paroisse. Il servit comme professeur et catéchiste et travailla activement avec les jeunes. Il aida également des familles qui enduraient des difficultés financières. Benoît était un individu très respecté dans sa communauté locale, connu pour son honnêteté, sa sincérité et son intégrité. Benoît ne tarda pas à aider à la construction de la première église de la région et deviendra le directeur de l'école dans laquelle il enseignait.
En novembre 1989, de fortes tempêtes furent perçues comme des châtiments par la population. En janvier 1990, lorsque le village subit à nouveau de fortes tempêtes, les anciens déclarèrent qu'elles avaient été produites par des rites de sorcellerie. Ils exigèrent une taxe de tous les villageois afin qu'ils payent pour le rite expiatoire. Benoît refusa de payer en déclarant que les tempêtes étaient un phénomène naturel. À la suite de cela, on lui versa de l'eau bouillante avant de le poignarder à mort. Ses derniers mots furent : « Dieu, entre tes mains, reçois mon esprit ! ».

## Vénération

### Reconnaissance du martyre et béatification
Le procès en vue de sa béatification a été ouvert en 2008.
Le 23 janvier 2015, le pape François a reconnu Benoît Daswa comme martyr, et signa le décret pour sa béatification.
Benoît Daswa a été solennellement proclamé bienheureux le 13 septembre 2015, près de son village de Mbahe, dans la province du Limpopo (nord-est de l’Afrique du Sud), au cours d'une messe célébrée par le cardinal italien Angelo Amato, préfet de la Congrégation pour la cause des saints.

### Culte
Le bienheureux Benoît Daswa est fêté le 1er février.
Son tombeau est exposé à la vénération des fidèles dans l'église paroissiale de Mbahe.